# Губин, Евгений Парфирьевич
Евге́ний Парфи́рьевич Гу́бин (род. 28 апреля 1949, Москва) — российский правовед, доктор юридических наук (2005), профессор и заведующий кафедрой предпринимательского права Московского государственного университета; Заслуженный юрист Российской Федерации (2010), арбитр Международного коммерческого арбитражного суда при Торгово-промышленной палате РФ; главный редактор журнала «Предпринимательское право».

## Биография
В 1977 году окончил юридический факультет Московского государственного университета им. М. В. Ломоносова, после чего поступил в аспирантуру кафедры гражданского права там же. Через три года защитил диссертацию на тему «Обеспечение интереса в гражданско-правовых обязательствах»; стал кандидатом юридических наук.
В период с 1980 по 1989 год Губин являлся преподавателем на кафедре гражданского права; в 1988 году стал её доцентом. В конце существования СССР, в 1989 году, он перешёл на недавно созданную кафедру предпринимательского права, также являвшейся частью юридического факультета МГУ. В 1990 году проходил научную стажировку в гуманитарном Американском университете (округ Колумбия, США); через восемь лет стажировался в Лёвенском католическом университете (Бельгия). С 2001 года является заведующим кафедрой предпринимательского права. В 2005 году успешно защитил докторскую диссертацию — на тему «Правовые проблемы государственного регулирования рыночной экономики и предпринимательства»; стал доктором юридических наук. Стал профессором МГУ в 2007 году.
По состоянию на 2019 год Евгений Губин читал полный курс предпринимательского права, а также — два специальных курса: по государственному регулированию рыночной экономики и предпринимательства — и (совместно с другими преподавателями) по теоретическим проблемам предпринимательского права. Являлся главным редактором научного журнала «Предпринимательское право» и входил в учёный совет: как юрфака МГУ, так и всего Московского университета. Член редколлегии журнала «Государство и право».
Евгений Губин являлся участником ряда законопроектных работ; он был в числе экспертов при Министерстве экономического развития РФ, при российской ГК «Агентство по страхованию вкладов» (АСВ), а также — входил в число экспертов Центрального банка России. Помимо преподавательской и научной деятельности, Губин является арбитром в Международного коммерческого суда, созданном при российской Торгово-промышленной палате; он входит в состав третейского суда, организованного при компании «Газпром». Кроме того Губин является членом третейского суда при корпорациях «Ростех» и «Росатом». Является адвокатом московской Адвокатской палаты.
Несколько лет Губин состоял в научно-консультационном совете при Высшем арбитражном суде России; по состоянию на 2019 год он входил в состав аналогичного органа, созданного при Московском Арбитражном суде. Являлся членом сразу трех диссертационных советов по защите докторских диссертаций: совете юридического факультета МГУ, совета при Институте государства и права РАН и совете при РАНХиГС. Являлся научным руководителем более чем двух десятков кандидатских диссертаций.
Евгений Губин читал лекции по целому ряду правовых проблем предпринимательской деятельности в Гаванском университете (UH, Куба) и в Американской ассоциации юристов (ABA); неоднократно выступал перед российскими и зарубежными предпринимателями. В период с 1999 по 2000 год, по контракту с Мировым банком (WB), Губин проводилось исследование на тему «Анализ законодательства и нормативных актов, регулирующих работу предприятий угольной промышленности РФ, а также институциональной базы, и разработка предложений по их совершенствованию». Являлся советником по юридическим вопросам в ряде российских компаний.
В 2010 года Губин стал Заслуженным юристом России; через восемь лет он получил почётное звание «Заслуженный профессор Московского университета».

## Работы
Евгений Губин является автором и соавтором более сотни научных работ (книг и статей), посвященных проблемам теории и методологии предпринимательства, корпоративному праву, государственному регулированию рыночных отношений и защите интересов инвесторов. Под его редакцией вышло несколько учебных работ, включая учебник «Предпринимательское право Российской Федерации». Губин определяет государственное регулирование экономики как «деятельность государства в лице его органов, направленную на реализацию государственной экономической политики с использованием специальных средств, форм и методов. Соответствующая деятельность направлена на упорядочение отношений в рыночной экономике»:
- Обеспечение интересов в гражданско-правовых обязательствах: Автореф. на соиск. степ. канд. юрид. Наук. М., 1980.
- Правовое регулирование хозяйственного механизма АПК. М.: Изд-во Московского университета, 1988.
- Разгосударствление и приватизация: способы и формы. М., 1990.
- Сборник документов по вопросам защиты прав предпринимателей. М.: Универсум, 1994.
- А. Г. Быков: человек, ученый, учитель / юридический фак. Московского гос. ун-та им. М. В. Ломоносова; [отв. ред. — Е. П. Губин]. — Москва : СТАРТАП, 2013. — 415 с., ISBN 978-5-9904334-2-7.
- Рабочая программа «Предпринимательское право Российской Федерации». М., 2016.
- Программа подготовки магистров «Правовое обеспечение предпринимательской деятельности» (Право и бизнес). М., 2016.
- Государственное регулирование рыночной экономики и предпринимательства: правовые проблемы. — Норма, Инфра — Москва, 2017. — 316 с.[2]

### Учебники
- Корпоративное право: Учебный курс. В 2 т. / Отв. ред. И. С. Шиткина. Афанасьева Екатерина Геннадиевна, Вайпан Виктор Алексеевич, Габов Андрей Владимирович, Губин Евгений Парфирьевич, Карелина Светлана Александровна, Козлова Наталия Владимировна, Копылов Дмитрий Геннадиевич, Лаутс Елизавета Борисовна, Ломакин Дмитрий Владимирович, Молотников Александр Евгеньевич, Филиппова Софья Юрьевна, Шиткина Ирина Сергеевна место издания Статут Москва, ISBN 978-5-8354-1381-2, 976 с.